# Бензоат серебра
Бензоат серебра — химическое соединение,
соль серебра и бензойной кислоты с формулой AgC7H5O2,
бесцветные кристаллы,
слабо растворяется в воде.

## Получение
- Действие бензойной кислоты на раствор нитрата серебра:

{\displaystyle {\mathsf {AgNO_{3}+C_{6}H_{5}COOH\ {\xrightarrow {}}\ AgC_{7}H_{5}O_{2}\downarrow +HNO_{3}}}}

## Физические свойства
Бензоат серебра образует бесцветные кристаллы.
Слабо растворяется в воде, р ПР = 4,6.
Не растворяется в этаноле.